# Mario Orellana Rodríguez
Mario Julio Orellana Rodríguez (Quillota, 7 de noviembre de 1930 - Santiago, 17 de diciembre de 2021) fue un arqueólogo y profesor chileno, nombrado Premio Nacional de Historia en 1994.

## Biografía
Nació en Quillota, e hizo sus estudios de secundaria en el Liceo de Aplicación. Estudió Licenciatura en Historia en la Universidad de Chile, donde tuvo como compañeros a Sergio Villalobos y Rolando Mellafe, quienes también serían destacados historiadores. Fue alumno y ayudante de Guillermo Feliú Cruz.
Su interés por la arqueología se evidenció en su tesis de licenciatura en 1957, el cual abordaba las primitivas aldeas agrícolas del Antiguo Egipto. Posteriormente comenzó a especializarse en la prehistoria de Chile y en los orígenes de los pueblos indígenas en el país. Grete Mostny, era la mayor experta de la prehistoria del país. 
Realizó un doctorado en la Universidad Complutense de Madrid, bajo la dirección del catedrático Martín Almagro Basch.

## Labor académica
Entre 1959 y 1961, fue profesor de Prehistoria e Historia Antigua en la Pontificia Universidad Católica de Valparaíso. Fue uno de los miembros fundadores de la Sociedad Chilena de Arqueología, creada en 1963. Junto con Grete Mostny y Bernardo Berdichewski, participó en la creación de la Licenciatura de Arqueología en la Universidad de Chile en 1968, y en la fundación del Departamento de Antropología de la misma universidad en 1970, siendo su director hasta 1975. También fue profesor de Prehistoria en el Departamento de Historia de la misma casa de estudios (1958-1975) y presidente de la Asociación de Académicos de la Universidad de Chile.
En 1987 siendo profesor del Departamento de Estudios Humanísticos de la Facultad de Ciencias Físicas y Matemáticas fue expulsado de la Universidad de Chile, junto a otros académicos y decanos por haberse opuesto al gobierno del rector civil de entonces (José Luis Federici) designado por el general Augusto Pinochet.
En 1991 fue nombrado vicedecano de la Facultad de Ciencias Sociales y al año siguiente asumió como decano de dicha facultad.
En los años 1992 y 1996 fue supervisor, nombrado por el Consejo de Monumentos Nacionales de Chile, de la obra "Ahu Tongariki" en la Isla de Pascua, trabajo que fue llevado a cabo bajo la dirección de los arqueólogos de la Universidad de Chile Claudio Cristino y Patricia Vargas.
En 1999, se vio involucrado en un escándalo por la entrega irregular del título universitario de periodista a Jaime Campusano, famoso por participar en programas de televisión haciendo comentarios sobre el idioma español (lo que le valió el apodo popular de Profe Campusano). Después de ser denunciado públicamente por la directora de la Escuela de Periodismo, Faride Zerán, y tras 23 días de toma estudiantil, fue privado de su cargo directivo en la universidad.
Posteriormente, se dedicó a desempeñar labores de docencia e investigación en diversas universidades chilenas.
Ya entrado en el siglo XXI el profesor Orellana siguió escribiendo y participó en diversos seminarios y congresos. Miembro fundador de La Corporación de Desarrollo de las Ciencias Sociales, institución académica fundada len marzo de 2009, además fue académico en la Universidad del Pacífico donde fue nombrado doctor honoris causa en 2012, y profesor invitado y conferencista en la Universidad Católica del Norte. Se incorporó a la Sociedad Chilena de Historia y Geografía, donde participó activamente en diversas actividades académicas y de investigación, siendo miembro del Directorio los años 2018 al 2021, y además Director de la Sección Arqueología, Etnohistoria y Etnografía.

## Obras

### Libros
- El precerámico en el desierto de Atacama, Chile (1963)
- Las pinturas rupestres del alero de Ayquina (1964)
- Las islas de Juan Fernández: historia, arqueología y antropología de la Isla Robinson Crusoe (1975)
- Investigaciones y teorías en la arqueología de Chile (1982)
- La crónica de Gerónimo de Bibar y la Conquista de Chile (1988). Editorial Universitaria
- Manual de introducción a la antropología (1990). Ediciones CPU
- Historia y antropología de la Isla de La Laja (1992). Editorial Universitaria
- Prehistoria y etnología de Chile (1994). Ediciones Bravo y Allendes
- Historia de la arqueología en Chile (1842-1990) (1996). Ediciones Bravo y Allendes
- Hombre, cultura y pasado (1999). Ediciones Bravo y Allendes
- Los aborígenes del sur de Chile en el siglo XVI ¿cómo se llamaban? (2001)
- Chile en el siglo XVI: aborígenes y españoles: el proceso de aculturación (2003). Librotecnia Editores.
- Expedición a la Tierra del Fuego (2003). Editorial Universitaria
- Mito, filosofía e historia (2006). Librotecnia Editores.
- Organización y administración de la justicia española en los primeros años de la Conquista de Chile (2008). Librotecnia Editores
- Estudio histórico comparado de las obras de Valdivia, Bibar y Ercilla (siglo XVI) (2010). Librotecnia Editores
- Chile en el siglo XVI: aborígenes y españoles: el proceso de aculturación (Nueva edición aumentada. 2012). Librotecnia Editores
- Pensamiento Historiográfico Chileno (Siglo XVI y XVII) (2017). Ediciones del Desierto
- Pensamiento Historiográfico Chileno (Siglo XVIII) (2019). Ediciones del Desierto
- El problema aborigen en Chile y el valor de la investigación histórica (2020)
- El Pensamiento Historiográfico de Chile [Siglos XVI, XVII y XVIII] (2021). Ediciones del Desierto

### Artículos
- Acerca de la cronología del complejo cultural San Pedro de Atacama (1964)
- Las industrias líticas del Departamento de El Loa (1964), en conjunto con Jorge Kaltwasser.
- Historia de los primeros poblamientos de la isla Robinson Crusoe (1975)